# Siniestro Total
Siniestro Total est un groupe de rock espagnol, originaire de Vigo, en Galice. Il est formé le 20 août 1981 par Germán Coppini, Miguel Costas, Alberto Torrado et Julián Hernández. Après plusieurs changements le groupe se compose depuis 2001 de Julián Hernández, Javier Soto, Óscar G. Avendaño, Ángel González, et Jorge Beltrán. Depuis ses débuts en 1981, le groupe évolue sur plusieurs genres comme le punk rock, power pop, rhythm and blues, hard rock, et blues.

## Biographie
Le groupe est formé en 1981. Julián Hernández et Alberto Torrado se connaissent depuis l'âge de quatre ans. Ils sont allés au Colegio Alemán. L'amour des deux pour la musique commence à travers leurs membres de la famille : le cousin de Julián, Luis, possédait des albums de Cream, The Rolling Stones et de blues, et le frère aîné d'Alberto possédait des vinyles des Beatles et The Shadows, et une basse électrique. À l'école, les deux deviennent plus que des amis en raison de leurs goûts musicaux communs, pour le moment pour des artistes comme Andrés do Barro de Julián, et à dix ou douze ans, ils commencent à écouter des groupes glamour comme Slade et T.Rex.
À l'été 1985, le festival de musique Vran'85 accueille Siniestro avec d'autres groupes populaires tels que Mecano, et Aerolíneas Federal.
En 2018, ils jouent au Soundcity avec Rural Zombies et Sidonie.

## Membres
- Julián Hernández — guitare électrique, voix, chœurs
- Javier Soto — guitare électrique
- Óscar G. Avendaño — basse, chœurs
- Ángel González — batterie
- Jorge Beltrán — saxophone, chœurs

## Discographie

### Albums studio
- 1982 : Ayudando a los enfermos
- 1982 : ¿Cuándo se come aquí?
- 1983 : Siniestro Total II: El Regreso
- 1984 : Menos mal que nos queda Portugal
- 1985 : Bailaré sobre tu tumba
- 1987 : De hoy no pasa
- 1988 : Me gusta cómo andas
- 1990 : En beneficio de todos
- 1993 : Made in Japan
- 1996 : Policlínico miserable
- 1997 : Sesión vermú
- 2000 : La historia del blues
- 2005 : Popular, democrático y científico
- 2010 : Country and Western
- 2016 : El mundo da vueltas

### Albums live
- 1992 : Ante todo mucha calma
- 1997 : Cultura popular
- 1997 : Así empiezan las peleas
- 2008 : Que parezca un accidente
- 2014 : La Noche de la Iguana

### Compilations
- 1986 : Gran D Sexitos
- 1990 : Héroes de los ochenta
- 1992 : Trabajar para el enemigo
- 1993 : Ojalá estuvieras aquí
- 1997 : Gato por liebre"
- 2002 : ¿Quiénes somos? ¿De dónde venimos? ¿A dónde vamos?

### Apparitions
- 1997 : L'Asturianu muévese
- 2001 : La Edad de oro del pop español